# Mormodes badia
Mormodes badia là một loài thực vật có hoa trong họ Lan. Loài này được Rolfe ex W.Watson mô tả khoa học đầu tiên năm 1897.